# Insight Out
| Recensione   | Giudizio      |
| ------------ | ------------- |
| AllMusic     | [ 1 ]         |
| Sputnikmusic | 2.5 (Average) |

Insight Out è il terzo album discografico del gruppo rock statunitense The Association, pubblicato dalla casa discografica Warner Bros. Records nel giugno del 1967.
Prima delle registrazioni dell'album il chitarrista Jules Gary Alexander abbandonò il gruppo e venne sostituito da Larry Ramos.
Dei tre brani compresi nell'album e pubblicati come singoli, un paio ebbero ottimi piazzamenti nella classifica Billboard The Hot 100: Windy (#1), Never My Love (#2) mentre Requiem for the Masses si classificò al centesimo posto.

## Tracce
Lato A
1. Wasn't It a Bit Like Now (Parallel '23) – 3:29 (Terry Kirkman)
2. On a Quiet Night – 3:19 (Phil Flip Sloan)
3. We Love Us – 2:23 (Ted Bluechel, Jr.)
4. When Love Comes to Me – 2:43 (Jim Yester)
5. Windy – 2:49 (Ruthann Friedman)
6. Reputation – 2:36 (Tim Hardin)

Lato B
1. Never My Love – 3:07 (Don Addrisi, Dick Addrisi)
2. Happiness Is – 2:11 (Don Addrisi, Dick Addrisi)
3. Sometime – 2:35 (Russ Giguere)
4. Wantin' Ain't Gettin' – 2:15 (Mike Deasy)
5. Requiem for the Masses – 4:06 (Terry Kirkman)

Edizione CD del 2011, pubblicato dalla Cherry Red Records (CRNOW 29)
1. Wasn't It a Bit Like Now (Parallel '23) – 3:32 (Terry Kirkman)
2. On a Quiet Night – 3:22 (Phil Flip Sloan)
3. We Love Us – 2:26 (Ted Bluechel, Jr.)
4. When Love Comes to Me – 2:46 (Jim Yester)
5. Windy – 2:57 (Ruthann Friedman)
6. Reputation – 2:38 (Tim Hardin)
7. Never My Love – 3:14 (Don Addrisi, Dick Addrisi)
8. Happiness Is – 2:20 (Don Addrisi, Dick Addrisi)
9. Sometime – 2:38 (Russ Giguere)
10. Wantin' Ain't Gettin' – 2:20 (Mike Deasy)
11. Requiem for the Masses – 4:09 (Terry Kirkman)
12. Autumn Afternoon – 3:06 (Don Addrisi, Dick Addrisi) – Bonus Track
13. Windy – 2:57 (Ruthann Friedman) – Bonus Track - 45 Mix
14. Sometime – 2:38 (Russ Giguere) – Bonus Track - 45 Mix
15. Never My Love – 2:55 (Don Addrisi, Dick Addrisi) – Bonus Track - 45 Mix
16. Requiem for the Masses – 4:01 (Terry Kirkman) – Bonus Track - 45 Mix
17. We Love Us – 2:28 (Ted Bluechel, Jr.) – Bonus Track - Instrumental
18. When Love Comes to Me – 2:59 (Jim Yester) – Bonus Track - Instrumental
19. Windy – 2:57 (Ruthann Friedman) – Bonus Track - Instrumental
20. Sometime – 2:45 (Russ Giguere) – Bonus Track - Instrumental
21. Never My Love – 4:00 (Don Addrisi, Dick Addrisi) – Bonus Track - Instrumental
22. On a Quiet Night – 3:29 (Phil Flip Sloan) – Bonus Track - Instrumental

## Formazione
- Larry Ramos - chitarra solista, voce
- Larry Ramos - voce solista (brani: Wasn't It a Bit Like Now (Parallel '23), We Love Us, Windy, Never My Love e Happiness Is)
- Jim Yester - chitarra ritmica, voce, tastiere
- Jim Yester - voce solista (brani: On a Quiet Night e When Love Comes to Me)
- Russ Giguere - chitarra ritmica, voce, percussioni
- Russ Giguere - voce solista (brani: Windy e Sometime)
- Terry Kirkman - strumenti a fiato, voce, percussioni
- Terry Kirkman - voce solista (brani: Wasn't It a Bit Like Now (Parallel '23), Never My Love e Requiem for the Masses)
- Brian Cole - basso, voce, woodwinds
- Brian Cole - voce solista (brani: Reputation e Wantin' Ain't Gettin')
- Ted Bluechel, Jr. - batteria, voce, chitarra ritmica, basso
- Ted Bluechel, Jr. - voce solista (brani: We Love Us e Happiness Is)

Note aggiuntive
- Bones Howe - produttore
- The Association con Clark Burroughs, Ray Pohlman, Bill Holman, Bones Howe - arrangiamenti
- Registrazioni effettuate al Western Recorders Studios di Hollywood (California)
- Bones Howe - ingegnere delle registrazioni
- Ed Thrasher - grafica
- Sherman Weisburd - fotografia copertina frontale album
- Don Peterson - fotografia retrocopertina
- Ringraziamenti speciali a: Bertle Jane e Jerry Yester[5]